# Im Walde
Im Walde, opus 50 (in het Nederlands: In het bos) is een compositie van de Boheemse componist David Popper. Popper schreef het werk in 1882.
Het werk bestaat uit zes delen:
1. Eintritt
2. Gnomentanz
3. Andacht
4. Reigen
5. Herbstblume
6. Heimkehr

De suite beeldt een wandeling door een sprookjesbos uit. Voor de solist is er zoals we van Popper mogen verwachten een overvloed aan technische hoogstandjes vereist. Het werk is geschreven voor violoncello begeleid door een orkest.
Een virtuoos en warm Eintritt opent de tocht door het bos. Hierna volgt het bekendste deel van de compositie, de Gnomentanz. Het is een sinistere dans in g mineur. Er hangt echter een vrolijk sfeertje omheen door het gebruik van pizzicato, kronkelige loopjes, blazers en belletjesgerinkel. Het Andacht is veel lieflijker. Popper toonzet in het Andacht een reisje naar het elfenrijk. De blazers begeleiden de wandelaar het rijk in. Het Reigen is een levendige dans in G majeur en hikt eigenlijk al goed tegen het walsengenre aan. Herbstblume is in vergelijking met het vorige deel een stuk introverter. Na een reis door het sprookjesbos wordt Im Walde afgesloten met het Heimkehr, een vrolijk deel met een finale welke men van Popper mag verwachten.